# Carl Melin
Carl Oskar Melin, född 25 april 1877 i Visby, död 27 augusti 1960 i Stockholm, var en svensk arkitekt.

## Biografi
Melin var son till landskamreraren Oscar Melin och Hermanna Lindström, far till konstnären Mona Lodström och riksbilkårschefen Britt Edlind, morfar till skådespelaren Louise Edlind samt farbror till översten Sigurd S:son Melin. Han utexaminerades från Kungliga Tekniska högskolan (KTH) 1902 och Konstakademien 1905, då han tilldelades akademiens hertigliga medalj. Detta år startade han och studiekamraten August Ewe ett gemensamt arkitektkontor i Malmö. Han utnämndes till chef för Fastighetsförvaltningen i Malmö stad 1923 och chefsarkitekt vid husbyggnadsavdelningen för Stockholms stads fastighetskontor 1929-1944.
Tillsammans med August Ewe drev Melin ett av södra Sveriges mest framgångsrika arkitektkontor under perioden 1905 till 1923. De erhöll priser i ett flertal arkitekttävlingar och fick en mängd uppdrag runt om i södra Sverige, såväl villor, flerbostadshus och kontorshus (särskilt bankbyggnader) som offentliga byggnader som stadshus, rådhus, kyrkor och skolor. Deras tidiga byggnader uppfördes företrädesvis med putsade fasader i en återhållsam jugendstil. Under 1910-talet märktes mer och mer influenser av nationalromantik med fasader i mörkrött tegel och med förebilder i lokal arkitektur. Ewe & Melin ritade också ett flertal nödbostäder och arbetarbostäder under åren omkring 1920.
Melin var ordförande i Svensk byggnadsdag 1929, i Södra Sveriges Byggnadstekniska Samfund 1925-1929, ordförande i arkitektföreningen för södra Sverige och vice ordförande i Malmö fornminnesförening 1924. Melin var även ordförande i Stockholms stads tekniska tjänstemannaförening 1935-1938 och ledamot av direktionen för Drottninghuset.
Han ritade bland annat bankbyggnader i Malmö, Visby, Karlskrona, Oskarshamn, Sölvesborg, Nässjö stadshus, handelsgymnasiet i Malmö, administrationsbyggnad för Malmö stad, Svenska Bindgarnsfabriken, Svenska sockerbolaget i Malmö (tillsammans med S. Wallander), stift:byggnader samt byggnader för Malmö respektive Stockholms stad. Melin författare även uppsatser i facktidskrifter.
Melin var gift med Sandra Salmson (1892-1968), dotter till konstnären Hugo Salmson. Melin avled 1960 och gravsattes på Norra begravningsplatsen i Stockholm.

## Ett urval byggnader
(med Ewe):

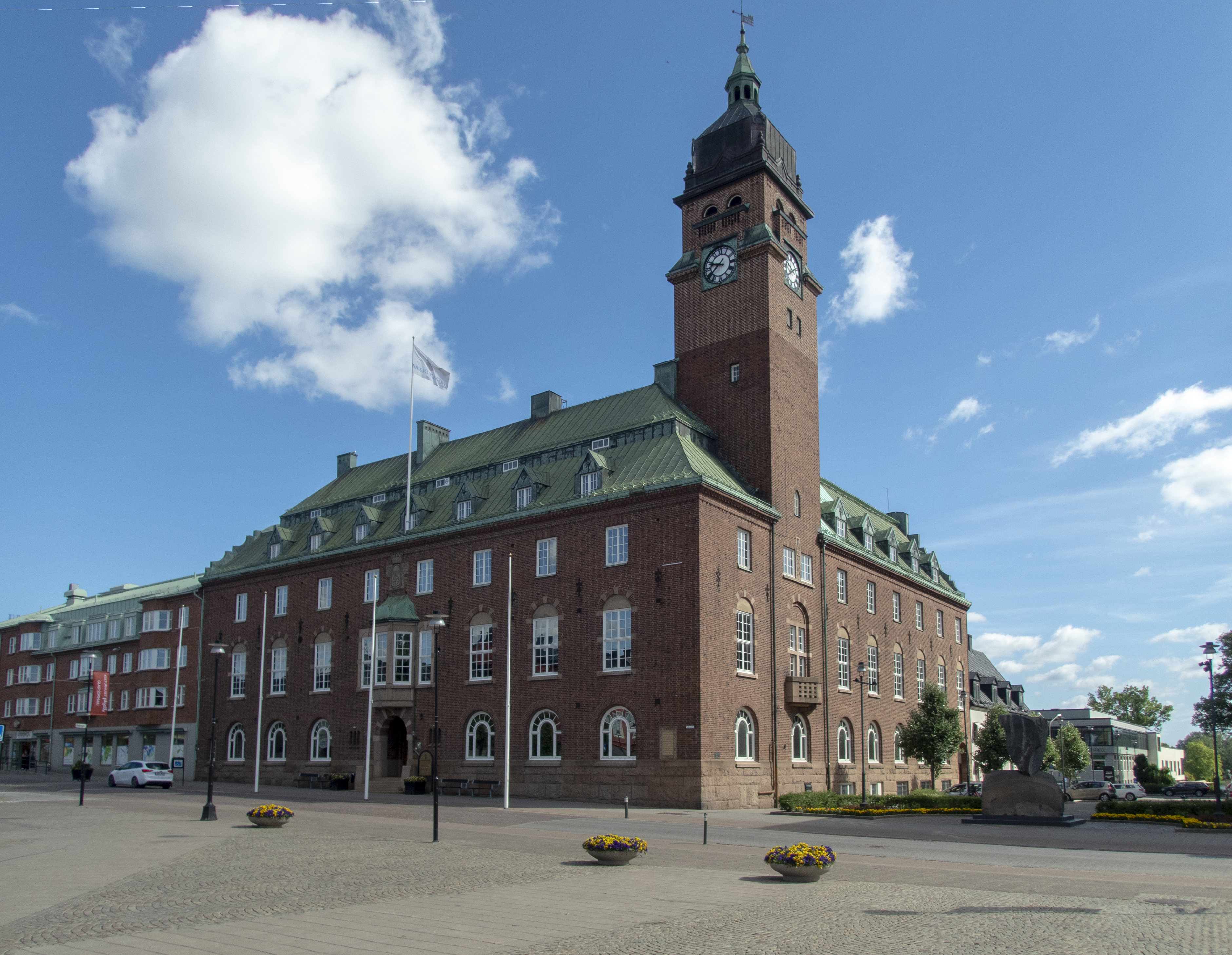
Stadshuset i Nässjö

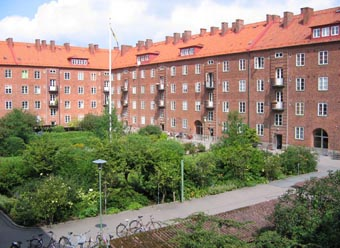
Kvarteret Öda, Föreningsgatan. Ett av Malmös första så kallade storgårdskvarter.

- Flerbostadshus "Miljonpalatset", Drottningtorget, Malmö, 1906
- Folkbadhuset, Drottninggatan, Malmö, 1909
- Varuhus Th. Wessel & Vett, Södergatan/Stora Nygatan, Malmö, 1911 (rivet)
- Restaurant Kungsparken, Slottsgatan, Malmö, 1913
- Grand Hotel Fersen, (idag flerbostadshus) Fersens väg, Malmö, 1913
- Bank Oxie Härads sparbank, Stortorget, Malmö, 1916
- Stadshus, Amiralsgatan, Malmö, 1922
- Nässjö stadshus, Nässjö, 1912
- Post- och telegrafkontor, Trelleborg, 1913
- Bank AB Södra Sverige, Visby, 1907
- Butikshus för August Schultz, Ystad, 1910
- Louise och Sigurd Hedbergs stiftelse, Nordlinds väg, Malmö, 1917 (uppfört 1928).

(endast Melin):

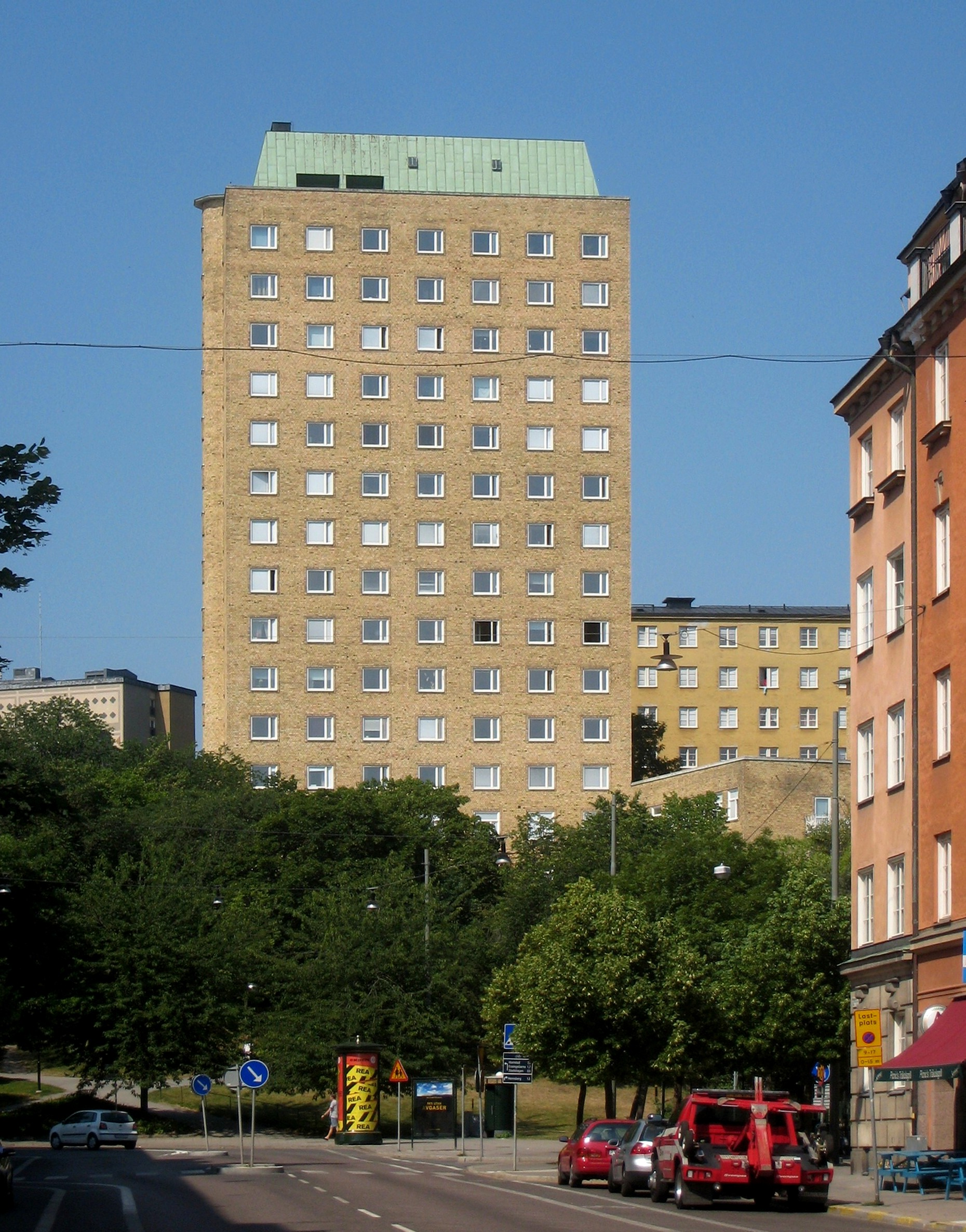
Kvinnohuset

- Flerbostadshus, kvarteret Öda, Föreningsgatan / Kungsgatan, (BF Hemfrid) Malmö, 1924-26
- Kvinnohuset, Welanders väg, Stockholm, 1944-47
- Barnrikehus, Vidängen, Traneberg, Stockholm
- Barnrikehus, Stickelbärsvägen, Stockholm. I hus nr 7 finns en av Stockholms stadsmuseets museilägenheter.

## Utmärkelser
Melins utmärkelser:
- Riddar av Nordstjärneorden (RNO)
- Riddare av Vasaorden (RVO)
- Riddare av Belgiska Leopold II:s orden (RBLeopII:sO)
- Hemvärnets guldplakett (Hemvärnets Gplak)